# Archichlora phyllobrota
Archichlora phyllobrota is een vlinder uit de familie spanners (Geometridae). De wetenschappelijke naam van deze soort is voor het eerst geldig gepubliceerd in 1920 door Holland.
De soort komt voor in tropisch Afrika.